# Tonloch
Ein Tonloch ist bei Blasinstrumenten ein Loch, das entweder mit einem Finger oder einer Klappe geschlossen und geöffnet werden kann, um die Länge der schwingenden Luftsäule des Instruments und damit die Tonhöhe zu verändern. Das Griffsystem moderner Holzblasinstrumente besteht aus mehreren solcher Tonlöcher, die in den Korpus gebohrt werden. Die genaue Platzierung und Größe der Löcher hat hierbei großen Einfluss auf die Intonation des Instruments.
Wenn das Tonloch mit dem Finger abgedeckt wird, kann man auch von einem Griffloch sprechen. Die Abbildung rechts zeigt eine Blockflöte mit rot umrandeten Grifflöchern. Bei Instrumenten mit größerem Korpus und komplizierteren Lochsystemen werden auch oder ausschließlich Klappen verwendet, um die Tonlöcher zu schließen.